# Les puys du Chinonais
Les puys du Chinonais este o arie protejată (sit de importanță comunitară — SCI) din Franța întinsă pe o suprafață de 127,18 ha, integral pe uscat.

## Localizare
Centrul sitului Les puys du Chinonais este situat la coordonatele 47°11′26″N 0°14′33″E / 47.19044°N 0.24248°E.

## Înființare
Situl Les puys du Chinonais a fost declarat arie specială de conservare în baza directivei 92/43 din 1992 referitoare la conservarea habitatelor naturale și a faunei și florei sălbatice pentru a proteja 6 specii de animale.

## Biodiversitate
Situată în ecoregiunea atlantică, aria protejată conține 6 habitate naturale: Formațiuni de Juniperus communis pe lande sau pajiști calcaroase, Pajiști calcaroase din nisipuri xerice, Pajiști uscate seminaturale și facies de acoperire cu tufișuri pe substraturi calcaroase (Festuco-Brometalia) (* situri importante pentru orhidee), Fânețe de joasă altitudine (Alopecurus pratensis, Sanguisorba officinalis), Vegetație psamofilă uscată cu pășuni deschise de Corynephorus și Agrostis, Pajiști carstice calcaroase sau bazofile, de Alysso-Sedion albi.
La baza desemnării sitului se află mai multe specii protejate:
- mamifere (4): liliac cârn (Barbastella barbastellus), liliac cărămiziu (Myotis emarginatus), liliac comun (Myotis myotis), liliacul mare cu potcoavă (Rhinolophus ferrumequinum)
- nevertebrate (2): Euplagia quadripunctaria, rădașcă (Lucanus cervus)

Pe lângă speciile protejate, pe teritoriul sitului au mai fost identificate 14 specii de plante, 2 specii de mamifere, 2 specii de nevertebrate, 2 specii de reptile.